# Phillip König
Phillip König (* 22. März 2000 in Suhl) ist ein deutscher Fußballspieler.

## Karriere
Nach seinen Anfängen in der Jugend des FC Rot-Weiß Erfurt wechselte er im Sommer 2016 in die Jugendabteilung des VfL Wolfsburg. Für seinen Verein bestritt er 23 Spiele in der B-Junioren-Bundesliga und 22 Spiele in der A-Junioren-Bundesliga, bei denen ihm insgesamt 13 Tore gelangen. Zur Saison 2019/20 wurde er in den Kader der zweiten Mannschaft in der Regionalliga Nord aufgenommen. Im Winter 2020 erfolgte sein Wechsel innerhalb der Liga zur zweiten Mannschaft von Holstein Kiel.
Nach insgesamt 32 Ligaspielen, bei denen ihm neun Tore gelangen, wechselte er im Sommer 2022 zum Drittligisten MSV Duisburg und kam dort auch zu seinem ersten Einsatz im Profibereich, als er am 9. August 2022, dem 3. Spieltag, beim 1:0-Auswärtssieg gegen den FSV Zwickau in der 90. Spielminute für Moritz Stoppelkamp eingewechselt wurde. 
Ende Januar 2024 wechselte er nach 25 Drittligaspielen in die Regionalliga West zum 1. FC Bocholt.